# (6259) Maillol
(6259) Maillol (3236 T-2) – planetoida z pasa głównego asteroid okrążająca Słońce w ciągu 3,44 lat w średniej odległości 2,28 j.a. Odkryta 30 września 1973 roku.